# Sparta Prague Open 2020 (II)
Открытый чемпионат ТК «Спарта» 2020 (по спонсорским причинам известный как Prague Open 2020) — профессиональный женский теннисный турнир, который разыгрывался на открытых грунтовых кортах ТК «Спарта» и «I. ČLTK».
Турнир-2020 является 12-м по счёту, проводящимся здесь. В этом году он относился к серии WTA 125.
Соревнования проходили в Праге с 29 августа по 6 сентября 2020 года. Турнир входил в серию соревнований, расположенную в календаре между ковидной паузой и Открытым чемпионатом Франции.

## Общая информация
12-й пражский турнир прошёл вслед за 11-м, заменив в календаре квалификационное соревнование Открытого чемпионата США. Чемпионат получил расширенную сетку: в одиночном соревновании сыграло 128 участниц, а в парном — 32 команды. Общие призовые превысили три миллиона долларов, а чемпионка получила чек на 48 тысяч (победительница предыдущего турнира серии — Ирина-Камелия Бегу — заработала за свой титул в два раза меньше). Из-за большого количества матчей на ранних стадиях «Спарта» провела у себя не все игры: дополнительно были арендованы корты в соседнем ТК «I. ČLTK» на острове Штванице.
Первым номером посева в одиночном турнире стала Моника Никулеску (№ 138 в мире на тот момент). 32-летняя румынка сыграла пару матчей, а титул достался Кристине Кучовой. Словачка сеялась 18-й и на пути к общей победе отыграла семь матчей, уступив за всё время лишь сет: в четвёртом раунде Кларе Таусон. В финале Кристина обыграла вторую сеянную Элизабетту Коччаретто. Сеянные заняли лишь 14 из 32 мест в третьем раунде, но к полуфиналам в сетке осталась лишь одна несеянная.
Парное соревнование собрало смешанный состав: профильные парные игроки дополнили участников одиночного турнира, а титул осталось за седьмой командой посева: Лидией Морозовой и Андреей Миту. Белорусская и румынская теннисистки провели несколько сложных матчей, а в финале справились с Джулией Гатто-Монтиконе и Надей Подорошкой. Несеянные пары заняли семь мест в четвертьфиналах.

## Соревнования

### Одиночный турнир
- Кристина Кучова обыграла  Элизабетту Коччаретто со счётом 6-4 6-3.
- Кучова выигрывает 1-й одиночный титул в сезоне и 12-й за карьеру в протуре.
- Коччаретто сыграла 1-й одиночный финал в сезоне и 7-й за карьеру в протуре.

### Парный турнир
- Лидия Морозова /  Андрея Миту обыграли  Джулию Гатто-Монтиконе /  Надю Подорошку со счётом 6-4 6-4.
- Морозова выигрывает 1-й парный титул в сезоне и 21-й за карьеру в протуре.
- Миту выигрывает 2-й парный титул в сезоне и 24-й за карьеру в протуре.